# Месиас-Таржину
Месиас-Таржину (порт. Messias Targino)  —  муниципалитет в Бразилии, входит в штат Риу-Гранди-ду-Норти. Составная часть мезорегиона Запад штата Риу-Гранди-ду-Норти. Входит в экономико-статистический микрорегион Медиу-Уэсти. Население составляет 3943 человека на 2006 год. Занимает площадь 135,094 км². Плотность населения — 29,2 чел./км².
Праздник города — 8 мая.

## История
Город основан в 1962 году.

## Статистика
- Валовой внутренний продукт на 2003 год составляет 9 238 808,00 реалов (данные: Бразильский институт географии и статистики).
- Валовой внутренний продукт на душу населения на 2003 год составляет 2405,94 реалов (данные: Бразильский институт географии и статистики).
- Индекс развития человеческого потенциала на 2000 год составляет 0,614 (данные: Программа развития ООН).